# Венлафаксин
Венлафаксин (англ. Venlafaxine, лат. Venlafaxinum) — антидепресант із групи селективних інгібіторів зворотного захоплення серотоніну і норадреналіну. Його використовують для лікування великого депресивного розладу, генералізованого тривожного розладу, панічного розладу і соціальної фобії. Застосовується перорально.
Венлафаксин за хімічним складом є похідним бета-фенілетиламіну  Препарат уперше синтезований у 1990 році, та застосовується у клінічній практиці з 1994 року.

## Фармакологічні властивості
Венлафаксин — лікарський засіб, що належить до групи селективних інгібіторів зворотного захоплення серотоніну і норадреналіну. Механізм дії препарату полягає у вибірковому інгібуванні зворотнього нейронального захоплення серотоніну в синапсах центральної нервової системи, що спричинює накопичення нейромедіатора в синаптичній щілині та подовженню його дії на постсинаптичні рецепторні ділянки. Це призводить до інгібування обігу серотоніну в організмі, подальшим наслідком чого є купування депресивних станів. Венлафаксин також інгібує зворотне нейрональне захоплення норадреналіну й дофаміну, причому норадреналінергічна дія розпочинається при збільшених дозах препарату, а при значному збільшенні дози препарату додається також дофамінергічна дія. Препарат має виражену тимоаналептичну, а також анксіолітичну та стимулюючу дію, та не впливає на серотонінові рецептори 5-HT1А і 5-НТ2, а також на альфа-1- та альфа-2-, а також бета-адренорецептори, D2 та D1 дофамінові рецептори, гістамінові H1-рецептори, м-холірецептори, бензодіазепінові рецептори, опіатні та ГАМК-рецептори. Венлафаксин застосовується при депресіях різного походження, більш ефективний при легких депресіях та депресіях середньої важкості, та менш ефективний при важких депресіях. Більш ефективним венлафаксин є також при депресіях із явищами маячення та збудження. Препарат може застосовуватися також для лікування ожиріння як засіб, який знижує апетит, хоча його ефективність при даному захворюванні підтверджується не у всіх клінічних дослідженнях. За даними частини клінічних досліджень венлафаксин позиціюється як препарат із низькою кількістю побічних ефектів.

### Фармакокінетика
Венлафаксин добре і швидко всмоктується після перорального застосування, біодоступність препарату становить лише близько 46 % у зв'язку з ефектом першого проходження через печінку. Максимальна концентрація венлафаксину в крові досягається протягом 2,4 годин після прийому препарату. Венлафаксин погано (на 27–30 %) зв'язується з білками плазми крові. Препарат добре проникає через гематоенцефалічний бар'єр, через плацентарний бар'єр, та виділяється в грудне молоко. Метаболізується венлафаксин у печінці з утворенням активного метаболіту О-десметилвенлафаксину. Виводиться препарат із організму переважно із сечею у вигляді метаболітів. Період напіввиведення венлафаксину становить 5 годин, а його активного метаболіта 11 годин; цей час може збільшуватися при порушеннях функції печінки або нирок.

## Покази до застосування
Венлафаксин застосовують при депресіях різного походження, генералізованих тривожних розладах, соціальних розладах.

## Побічна дія
Венлафаксин позиціюється як препарат, при застосуванні якого спостерігається незначна кількість побічних ефектів, найчастішими з яких є сонливість або безсоння, посилення тривоги, нудота, артеріальна гіпертензія, тахікардія, запаморочення, головний біль, гіпергідроз, сухість у роті, запор. Іншими побічними явищами при застосуванні препарату є:
- Алергічні реакції — шкірний висип, свербіж шкіри, кропив'янка, набряк Квінке, синдром Лаєлла, синдром Стівенса-Джонсона, анафілактоїдні реакції, еритема шкіри, фотодерматоз, гарячка, еозинофільні інфільтрати в легенях.
- З боку травної системи — блювання, гепатит, панкреатит, печінкова недостатність, шлунково-кишкова кровотеча, зниження апетиту.
- З боку нервової системи — тремор, порушення смаку, маніакальні стани, агресивність, порушення концентрації уваги, сплутаність свідомості, галюцинації, патологічні сновидіння і нічні марення, деперсоналізація, серотоніновий синдром, анорексія, суїцидальні ідеї та поведінка, мігрень, глаукома, мідріаз, порушення акомодації.
- З боку серцево-судинної системи — ортостатична гіпотензія, подовження інтервалу QT, аритмії, приливи крові.
- З боку сечостатевої системи — часте сечовипускання, дизурія, маткові кровотечі, порушення менструального циклу, порушення статевої функції, гіперпролактинемія, галакторея.
- Інші побічні ефекти — синдром неадекватної секреції антидіуретичного гормону, рабдоміоліз, підвищення рівня холестерину в крові, гіпонатріємія, збільшення маси тіла, тромбоцитопенія, агранулоцитоз, апластична анемія, нейтропенія, панцитопенія, підвищення активності ферментів печінки, підвищена кровоточивість.

## Протипокази
Венлафаксин протипоказаний при підвищеній чутливості до препарату, одночасному лікуванні інгібіторами моноамінооксидази, важких аритміях, важкій артеріальній гіпертензії, важкій печінковій або нирковій недостатності, при вагітності та годуванні грудьми, при порушеннях сечовипускання, особам у віці до 18 років.

## Форми випуску
Венфалаксин випускається у вигляді таблеток по 0,035; 0,0375; 0,05; 0,075 і 0,1 г; желатинових капсул по 0,0375; 0,075 і 0,15 г.